# 秋田県道323号小安温泉椿川線
秋田県道323号小安温泉椿川線（あきたけんどう323ごう おやすおんせんつばきかわせん）は、秋田県湯沢市から雄勝郡東成瀬村までの一般県道である。

## 概要
起点の小安温泉から羽場橋までは、国道398号との重複区間で、単独の路線は羽場橋から始まる。皆瀬下生内までは皆瀬ダムのダム湖を眼下に見下ろしながら進む。皆瀬下生内から先の市村境界を越え終点までの区間は未改良区間で、山道が続き、終点で国道342号に合流する。

### 路線データ
- 総延長 : 21.939 km[2]
- 実延長 : 20.120 km[2]
- 起点 : 秋田県湯沢市皆瀬字長塚長根3番2（県道310号・県道51号交点、国道398号上）[3]北緯39度1分31.72秒 東経140度38分40.45秒
- 終点 : 秋田県雄勝郡東成瀬村椿川字草ノ台44番1（国道342号交点）[3]北緯39度5分6.37秒 東経140度43分5.68秒
- 未供用区間 : なし[2]

## 歴史
- 1996年（平成8年）4月1日 - 秋田県道に認定される[3]。

## 路線状況

### 重複区間
- 国道398号（湯沢市皆瀬字長塚長根・起点 - 湯沢市皆瀬寄合畑・交点）、1.819 km[2]

### 冬季閉鎖区間
- 区間 : 湯沢市皆瀬字上生内 - 雄勝郡東成瀬村椿川字菅ノ台[4]
- 期日 : 11月初旬 - 翌年春[5]

### 通行不能区間
- なし[6]

### 道路施設
- 羽場橋（湯沢市皆瀬寄合畑 - 湯沢市皆瀬下タ野）
- 宇宙大橋（湯沢市皆瀬中ノ台）

## 地理

### 通過する自治体
- 湯沢市 - 雄勝郡東成瀬村

### 交差する道路
| 施設名     | 接続路線名                                                                    | 備考                            | 所在地                                                  |
| ---------- | ----------------------------------------------------------------------------- | ------------------------------- | ------------------------------------------------------- |
| 大戸交差点 | 国道398号上 秋田県道51号湯沢栗駒公園線 （=秋田県道310号秋ノ宮小安温泉線重複） | 起点 県道51号終点 県道310号終点 | 湯沢市皆瀬字長塚長根                                    |
|            | 国道398号                                                                     |                                 | 湯沢市皆瀬寄合畑北緯39度2分15.73秒 東経140度37分54.58秒 |
| 羽場橋     |                                                                               |                                 | 湯沢市皆瀬                                              |
| 宇宙大橋   | 〈中ノ台沢川〉                                                                |                                 | 湯沢市皆瀬                                              |
|            | 国道342号                                                                     | 終点                            | 雄勝郡東成瀬村椿川字草ノ台                              |

### 沿線の施設など
- 皆瀬ダム
- 長倉牧場